# Seznam postav seriálu Čarodějky
Toto je seznam postav ze seriálu Čarodějky.

## Obsazení

### Hlavní postavy
| Postava             | Herec                | České znění                                                              | Řady            | Řady            | Řady            | Řady            | Řady            | Řady            | Řady            | Řady            |
| Postava             | Herec                | České znění                                                              | 1               | 2               | 3               | 4               | 5               | 6               | 7               | 8               |
| ------------------- | -------------------- | ------------------------------------------------------------------------ | --------------- | --------------- | --------------- | --------------- | --------------- | --------------- | --------------- | --------------- |
| Prue Halliwellová   | Shannen Doherty      | Barbora Munzarová (1. řada), René Slováčková (2.–3. řada)                | hlavní          | hlavní          | hlavní          | Does not appear | stand-in        | Does not appear | Does not appear | Does not appear |
| Piper Halliwellová  | Holly Marie Combsová | Tereza Chudobová (1.–3. řada), Jitka Moučková (4.–8. řada)               | hlavní          | hlavní          | hlavní          | hlavní          | hlavní          | hlavní          | hlavní          | hlavní          |
| Phoebe Halliwellová | Alyssa Milano        | Kateřina Lojdová (1.–4. řada), Tereza Chudobová (5.–8. řada)             | hlavní          | hlavní          | hlavní          | hlavní          | hlavní          | hlavní          | hlavní          | hlavní          |
| Paige Matthewsová   | Rose McGowan         | Hana Ševčíková                                                           | Does not appear | Does not appear | Does not appear | hlavní          | hlavní          | hlavní          | hlavní          | hlavní          |
| Andy Trudeau        | T. W. King           | Otakar Brousek ml.                                                       | hlavní          | Does not appear | Does not appear | Does not appear | Does not appear | Does not appear | Does not appear | Does not appear |
| Darryl Morris       | Dorian Gregory       | Jan Vondráček (1. řada), Jiří Schwarz (2.–7. řada)                       | hlavní          | hlavní          | hlavní          | hlavní          | hlavní          | hlavní          | hlavní          | Does not appear |
| Leo Wyatt           | Brian Krause         | Petr Gelnar (1. řada), Marek Libert (2.–8. řada)                         | vedlejší        | hlavní          | hlavní          | hlavní          | hlavní          | hlavní          | hlavní          | hlavní          |
| Dan Gordon          | Greg Vaughan         | Svatopluk Schuller                                                       | Does not appear | hlavní          | Does not appear | Does not appear | Does not appear | Does not appear | Does not appear | Does not appear |
| Jenny Gordonová     | Karis Paige Bryant   | Anna Suchánková                                                          | Does not appear | hlavní          | Does not appear | Does not appear | Does not appear | Does not appear | Does not appear | Does not appear |
| Cole Turner         | Julian McMahon       | Ladislav Cigánek (3.–5. řada), Libor Hruška (7. řada)                    | Does not appear | Does not appear | hlavní          | hlavní          | hlavní          | Does not appear | hostující       | Does not appear |
| Chris Halliwell     | Drew Fuller          | Filip Jančík (5.–6. řada), Ivo Novák (7. řada), Martin Kubačák (8. řada) | Does not appear | Does not appear | Does not appear | Does not appear | hostující       | hlavní          | hostující       | hostující       |
| Billie Jenkinsová   | Kaley Cuoco          | Anna Remková                                                             | Does not appear | Does not appear | Does not appear | Does not appear | Does not appear | Does not appear | Does not appear | hlavní          |

Vysvětlivky
1. ↑  V prvních třinácti dílech druhé řady byl Brian Krause uveden jako „host“.
2. ↑  Ve třetí a čtvrté řadě se v Coleově démonické podobě Baltazara objevil herec Michael Bailey Smith.

### Vedlejší postavy
| Victor Bennett           | James Read                    | hostující       | Does not appear | vedlejší        | vedlejší        | hostující       | hostující       | hostující       | vedlejší        |                 |                 |                 |
| Penny Halliwellová       | Jennifer Rhodes               | hostující       | hostující       | vedlejší        | hostující       | vedlejší        | hostující       | hostující       | vedlejší        |                 |                 |                 |
| Patty Halliwellová       | Finola Hughes                 | hostující       | hostující       | hostující       | hostující       | hostující       | Does not appear | hostující       | hostující       |                 |                 |                 |
| Rex Buckland             | Neil Roberts                  | vedlejší        | Does not appear | Does not appear | Does not appear | Does not appear | Does not appear | Does not appear | Does not appear |                 |                 |                 |
| Hannah Websterová        | Leigh-Allyn Baker             | vedlejší        | Does not appear | Does not appear | Does not appear | Does not appear | Does not appear | Does not appear | Does not appear |                 |                 |                 |
| Claire Pryceová          | Cristine Rose                 | vedlejší        | Does not appear | Does not appear | Does not appear | Does not appear | Does not appear | Does not appear | Does not appear |                 |                 |                 |
| Elise Rothmanová         | Rebecca Baldingová            | hostující       | Does not appear | Does not appear | vedlejší        | vedlejší        | vedlejší        | vedlejší        | vedlejší        |                 |                 |                 |
| Barbas                   | Billy Drago                   | hostující       | hostující       | Does not appear | Does not appear | hostující       | vedlejší        | hostující       | Does not appear |                 |                 |                 |
| Jack Sheridan            | Lochlyn Munro                 | Does not appear | vedlejší        | Does not appear | Does not appear | Does not appear | Does not appear | Does not appear | Does not appear |                 |                 |                 |
| Inspektor Reece Davidson | Keith Diamond                 | Does not appear | Does not appear | vedlejší        | Does not appear | Does not appear | Does not appear | hostující       | Does not appear |                 |                 |                 |
| Zdroj všeho zla          | Peter Woodward                | Does not appear | Does not appear | hostující       | vedlejší        | Does not appear | Does not appear | Does not appear | hostující       |                 |                 |                 |
| Séra                     | Debbi Morgan                  | Does not appear | Does not appear | Does not appear | vedlejší        | hostující       | Does not appear | Does not appear | Does not appear | Does not appear | Does not appear | Does not appear |
| Bob Cowan                | David Reivers                 | Does not appear | Does not appear | Does not appear | vedlejší        | hostující       | Does not appear | Does not appear | Does not appear |                 |                 |                 |
| Wyatt Halliwell          | Jason a Kristopher Simmonsovi | Does not appear | Does not appear | Does not appear | Does not appear | vedlejší        | vedlejší        | vedlejší        | vedlejší        |                 |                 |                 |
| Jason Dean               | Eric Dane                     | Does not appear | Does not appear | Does not appear | Does not appear | vedlejší        | vedlejší        | Does not appear | Does not appear |                 |                 |                 |
| Avatar Alpha             | Joel Swetow                   | Does not appear | Does not appear | Does not appear | Does not appear | hostující       | Does not appear | vedlejší        | Does not appear |                 |                 |                 |
| Sheila Morrisová         | Sandra Prosper                | Does not appear | Does not appear | Does not appear | Does not appear | vedlejší        | vedlejší        | vedlejší        | Does not appear |                 |                 |                 |
| Inspektorka Sheridanová  | Jenya Lano                    | Does not appear | Does not appear | Does not appear | Does not appear | Does not appear | vedlejší        | vedlejší        | Does not appear |                 |                 |                 |
| Gideon                   | Gildart Jackson               | Does not appear | Does not appear | Does not appear | Does not appear | Does not appear | vedlejší        | Does not appear | Does not appear |                 |                 |                 |
| Richard Montana          | Balthazar Getty               | Does not appear | Does not appear | Does not appear | Does not appear | Does not appear | vedlejší        | Does not appear | Does not appear |                 |                 |                 |
| Kyle Brody               | Kerr Smith                    | Does not appear | Does not appear | Does not appear | Does not appear | Does not appear | Does not appear | vedlejší        | Does not appear |                 |                 |                 |
| Zankou                   | Oded Fehr                     | Does not appear | Does not appear | Does not appear | Does not appear | Does not appear | Does not appear | vedlejší        | Does not appear |                 |                 |                 |
| Lesley St. Claire        | Nick Lachey                   | Does not appear | Does not appear | Does not appear | Does not appear | Does not appear | Does not appear | vedlejší        | Does not appear |                 |                 |                 |
| Avatar Beta              | Patrice Fisher                | Does not appear | Does not appear | Does not appear | Does not appear | Does not appear | Does not appear | vedlejší        | Does not appear |                 |                 |                 |
| Avatar Gamma             | Ian Anthony Dale              | Does not appear | Does not appear | Does not appear | Does not appear | Does not appear | Does not appear | vedlejší        | Does not appear |                 |                 |                 |
| Candor                   | Leland Crooke                 | Does not appear | Does not appear | Does not appear | Does not appear | Does not appear | Does not appear | Does not appear | vedlejší        |                 |                 |                 |
| Dex Lawson               | Jason Lewis                   | Does not appear | Does not appear | Does not appear | Does not appear | Does not appear | Does not appear | Does not appear | vedlejší        |                 |                 |                 |
| Henry Mitchell           | Ivan Sergei                   | Does not appear | Does not appear | Does not appear | Does not appear | Does not appear | Does not appear | Does not appear | vedlejší        |                 |                 |                 |
| Christy Jenkinsová       | Marnette Patterson            | Does not appear | Does not appear | Does not appear | Does not appear | Does not appear | Does not appear | Does not appear | vedlejší        |                 |                 |                 |
| Coop                     | Victor Webster                | Does not appear | Does not appear | Does not appear | Does not appear | Does not appear | Does not appear | Does not appear | vedlejší        |                 |                 |                 |

Vysvětlivky
1. ↑  V první řadě ztvárnil postavu Victora Bennetta herec Anthony Denison.
2. ↑  V jedné epizodě první řady hostovala Rebecca Baldingová v roli tety Jackie.
3. ↑  Michael Bailey Smith ztvárnil postavu ve třetí řadě a Bennet Guillory v řadě čtvrté.
4. ↑  Herec Wes Ramsey ztvárnil dospělého Wyatta.

### Hostující postavy
| Postava           | Herec            | Řady            | Řady            | Řady            | Řady            | Řady            | Řady            | Řady            | Řady            |
| Postava           | Herec            | 1               | 2               | 3               | 4               | 5               | 6               | 7               | 8               |
| ----------------- | ---------------- | --------------- | --------------- | --------------- | --------------- | --------------- | --------------- | --------------- | --------------- |
| Alec              | Michael Trucco   | hostující       | Does not appear | Does not appear | Does not appear | Does not appear | Does not appear | Does not appear | Does not appear |
| Abbey             | Boti Ann Bliss   | Does not appear | Does not appear | hostující       | Does not appear | Does not appear | Does not appear | Does not appear | Does not appear |
| Anděl smrti       | Simon Templeman  | Does not appear | Does not appear | hostující       | Does not appear | Does not appear | hostující       | hostující       | hostující       |
| Starší Cecil      | John Cothran Jr. | Does not appear | Does not appear | Does not appear | Does not appear | hostující       | Does not appear | Does not appear | Does not appear |
| Bianca Phoenixová | Marisol Nichols  | Does not appear | Does not appear | Does not appear | Does not appear | Does not appear | hostující       | Does not appear | Does not appear |

Vysvětlivky
1. ↑  V dětské verzi ji ztvárnila herečka Ashlyn Sanchez.

## Hlavní postavy

### Prue Halliwellová

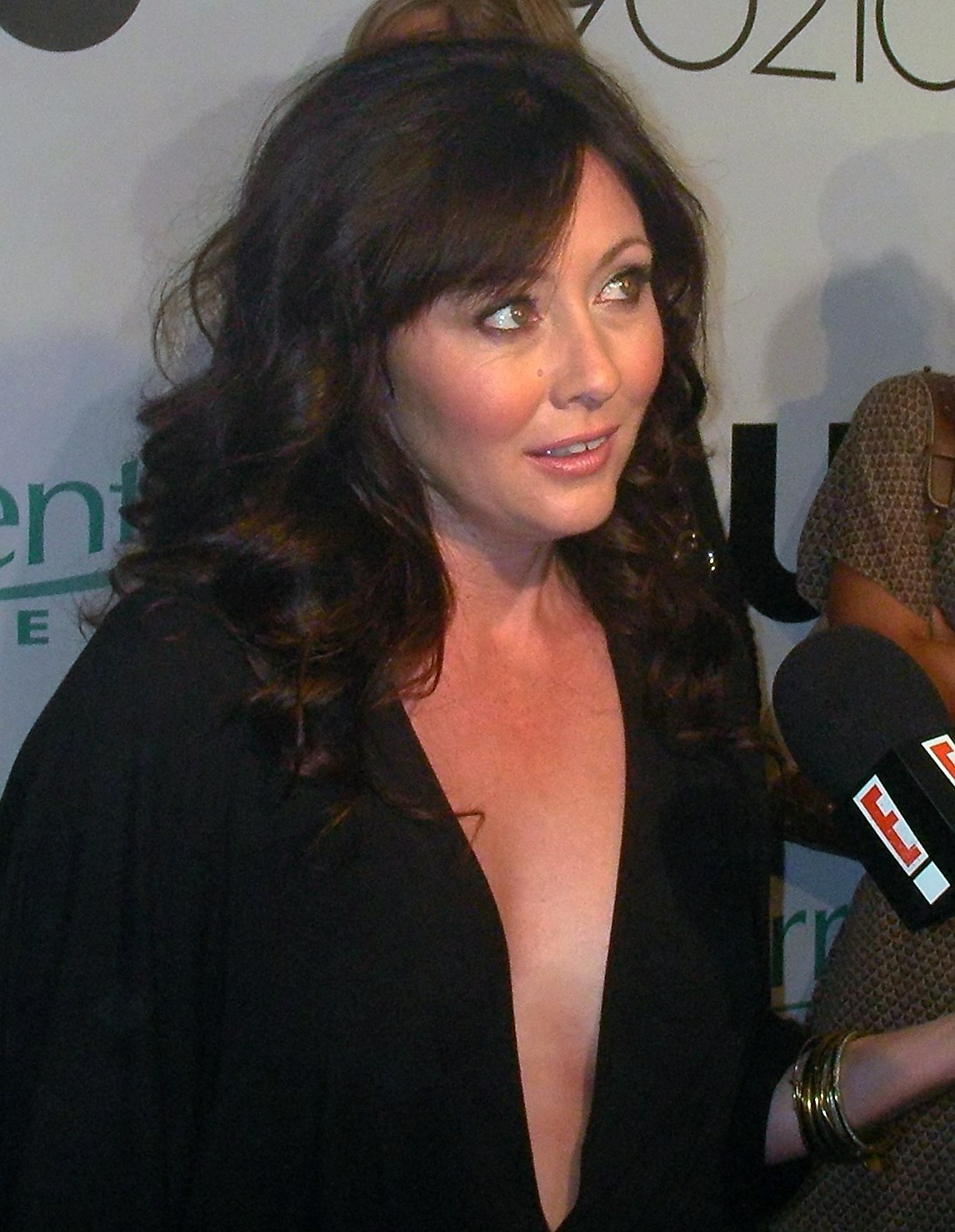
Herečka Shannen Doherty

Prudence „Prue“ Halliwellová (ztvárnila Shannen Doherty) je jedna ze čtyř sester, která je obdarována magickou silou. Spolu se svými dvěma sestrami Piper a Phoebe tvoří Moc Tří, která zastupuje největší sílu dobra. Zabíjejí démony a ochraňují nevinné. Prue díky tomu zapomíná na své soukromí. Její minulý život je Pruedence Bowen, byla fotografka, ovládala kryokinezi. Prue je nejstarší ze sester. Její matka je Patricie Halliwelová a otec Victor Bennet. Po její smrti ji nahrazuje nejmladší nevlastní sestra Paige.
Má schopnost telekineze (hýbat předměty pomocí své mysli) a astrální projekce (tělo upadne do transu, objeví se jiná Prue, která se přesune na jiné místo). Pochopitelně když byla Prue nejmocnější, démoni o ní měli větší zájem. Až jednomu - zabijáku Zdroje, démonu Shaxovi - se podařilo Prue zabít. Prue se obětovala, aby nezemřel lékař nemocnice v San Franciscu, lékaře ale stejně Shax nakonec zabil.
V první řadě ji dabuje Barbora Munzarová, v druhé až třetí pak René Slováčková.

### Piper Halliwellová

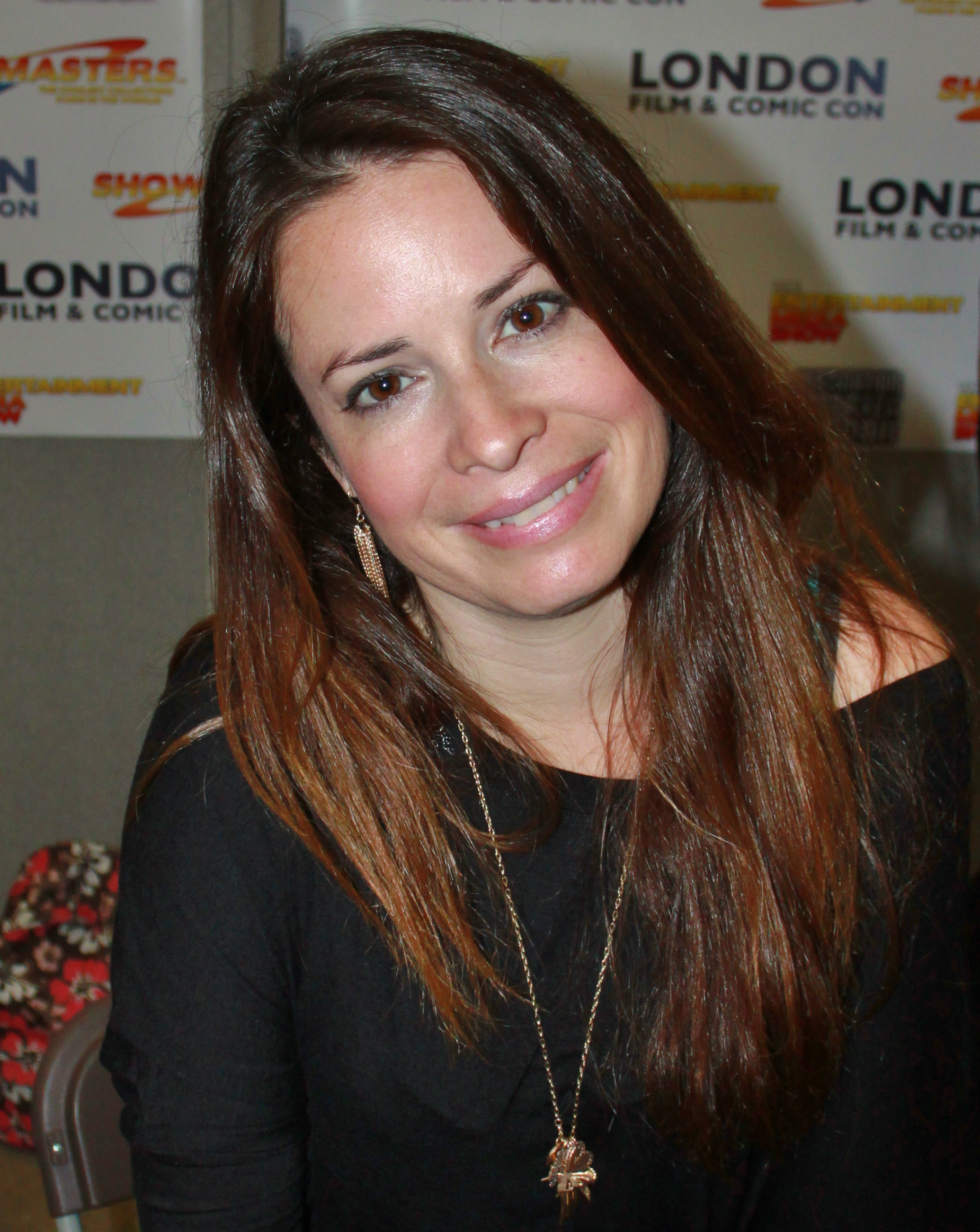
Herečka Holly Marie Combsová

Piper Halliwellová (ztvárnila Holly Marie Combsová) je jedna ze čtyř sester, která je obdarována magickou silou. Spolu se svými dvěma sestrami Prue a Phoebe (později Phoebe a Paige) tvoří Moc Tří, která zastupuje největší sílu dobra. Zabíjejí démony a ochraňují nevinné. Její minulý život je P. Baxner, vlastnila salon krásy, byla matkou babičky čarodějek, uměla zpomalovat čas. Piper je na začátku seriálu prostřední sestra a po smrti Prue nejstarší. Je vdaná za světlonoše Lea, se kterým má dva syny Wyatta a Chrise a dceru Melindu, Melindu v dílech moc neuvidíte nenarodí se v žádném díle.
V první až třetí řadě ji dabuje Tereza Chudobová, ve čtvrté až osmé pak Jitka Moučková.
Jejími schopnostmi jsou:
- Molekulární zpomalovaní – neboli zpomalování času je schopnost, která dokáže na určitý časový úsek zmrazit již probíhající děj, schopnost má vliv na všechny předměty, zvířata a lidi. Imunní proti této schopnosti jsou pouze čarodějky (čarodějové) a velmi silní démoni.
- Molekulární urychlování – díky této schopnosti dokáže Piper urychlit molekuly až do té míry, že explodují. Tato schopnost se u ni projevila poprvé až ve třetí řadě.
- Molekulární zrychlování – tato schopnost pochází z dalších dílů Čarodějek v komiksech. Díky této schopnosti molekuly při určité rychlosti, což je spjato s další Pipeřinou schopností, rezonují a stanou se neuspořádanými, což má za následek zkapalnění pevných těles, tzv. tání.

### Phoebe Halliwellová

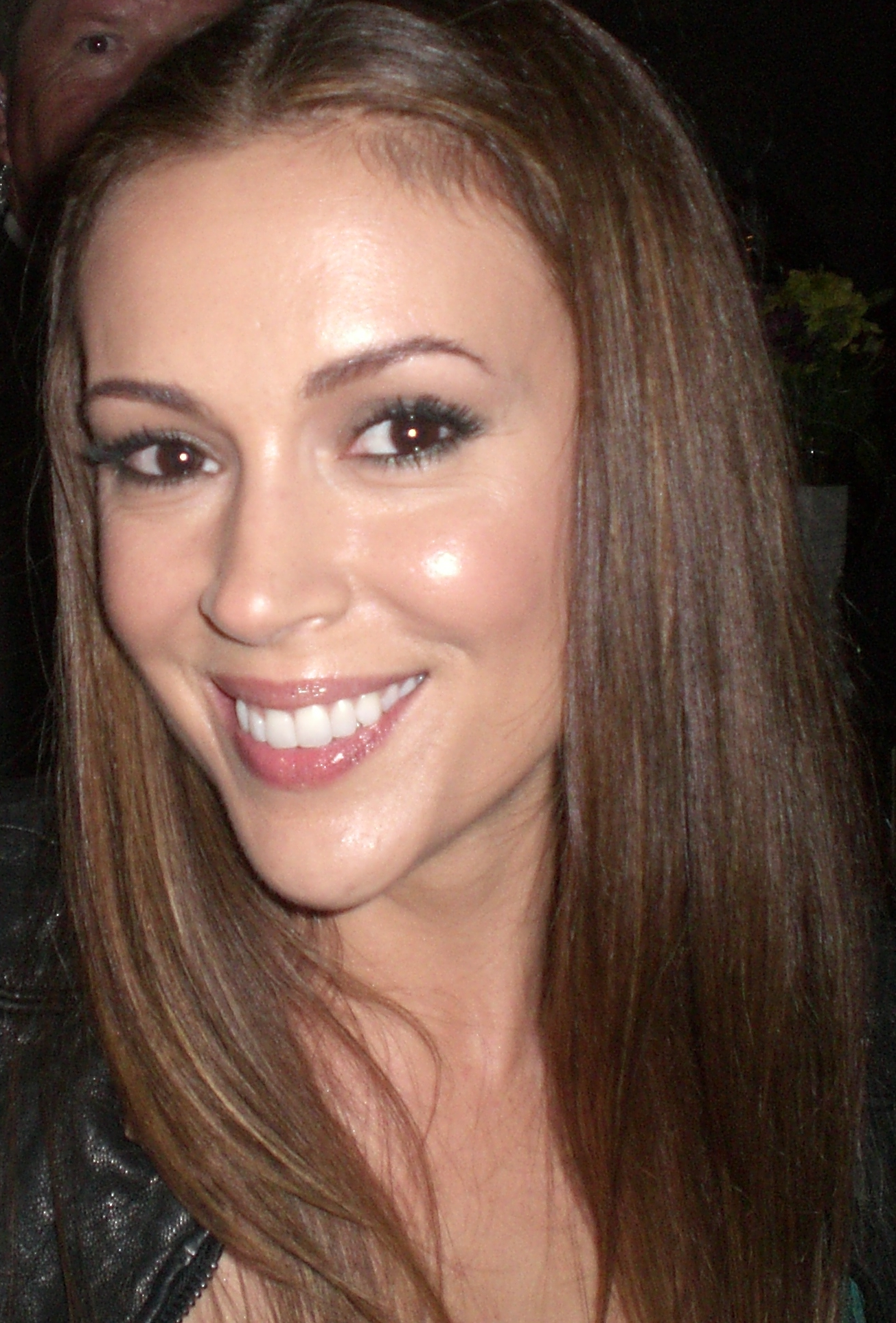
Herečka Alyssa Milano

Phoebe Halliwellová (ztvárnila Alyssa Milano) je jedna ze čtyř sester, která je obdarována magickou silou. Spolu se svými dvěma sestrami Prue a Piper (později Piper a Paige) tvoří Moc Tří, která zastupuje největší sílu dobra. Zabíjejí démony a ochraňují nevinné. Phoebe je na začátku seriálu nejmladší sestra tudíž bezstarostná a po smrti Prue prostřední. Jelikož neměla žádnou akční schopnost, věnovala se bojovým uměním, které používá v bojích proti démonům. Její minulý život je P. Russel, která se zamilovala do zlého čaroděje Anthona a dala se ke zlu, byla prokleta svými sestřenicemi a mezi její schopnosti patřila pyrokineze. Na konci seriálu se vdala za cupida Coopa, anděla lásky, kterému porodila tři děvčata po sobě.
V první až čtvrté řadě ji dabuje Kateřina Lojdová, v páté až osmé pak Tereza Chudobová.
Mezi její schopnosti patří předtuchy (mohou být z minulosti i z budoucnosti a objevují se Phoebe jako varování), levitace (méně propracované létání), empatie (díky této schopnosti dokáže Phoebe vycítit emoce jiných lidí a popřípadě je i upravovat a nebo jich využít proti nim) a intuice (rozšíření schopnosti předtuch).

### Andy Trudeau
Andy Trudeau (ztvárnil T. W. King) je první láska Prue, znali se už od malička, chodili spolu na střední, ale potom se rozešli. Setkali se opět v nemocnici v pilotním díle, kdy měla Phoebe malou nehodu. Poté se spolu vyspali, ale jejich vztah byl komplikovaný, protože Andy nejdřív nevěděl, že je čarodějka. Byl policistou a jeho parťák byl Darryl Morris. Poté, co Andy zjistil, že jsou Halliwellowy čarodějky, nevěděl, co si má myslet, ale nakonec to přijal a jejich vztah by byl mnohem lepší, kdyby ho za měsíc nezabil démon Rodriguez, který spolupracoval s Tempusem.
Andyho smrt ve 22. díle první řady s názvem Deja Vu All Over: v něm se démon Rodriquez spolčil s Tempusem, démonem, který dokáže vracet čas. Uvrhl na sestry a tím pádem i na celý svět časovou smyčku, aby se mohl Rodriquez poučit ze svých chyb a jednoho dne zabít všechny tři sestry. Phoebe má vidění, že při pokusu o jejich zničení zahyne Andy Trudeau, tak se s ním Prue sejde a varuje ho, aby k nim nechodil. On však cítí potřebu Prue ochraňovat a zároveň s ní i její sestry a do domu vejde, i když ví, že ho čeká jistá smrt. Povede se mu sestry zachránit, ale jen za cenu vlastního života.

### Darryl Morris

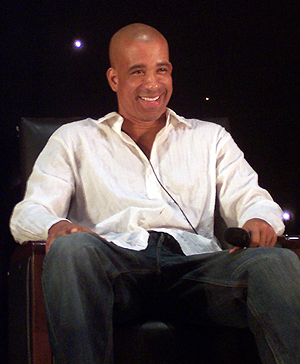
Herec Dorian Gregory

Darryl Morris (ztvárnil Dorian Gregory) je policejní inspektor, který řeší vraždy a zajímá se o nadpřirozené jevy okolo domu Halliwellových. Nejdřív to byl parťák Pruiny lásky Andyho Trudeau. Po jeho smrti se snažil utišit Prue a začali si vzájemně tykat. Později se sblížil i s jejími sestrami a ony se mu svěřily se svým tajemstvím. Začal jim tedy pomáhat při nebezpečí, i když občas sám potřeboval pomoct. Také si prožil pár nebezpečných chvilek a byl v nebezpečí. Čarodějky měli však věci pod kontrolou. Zúčastnil se pohřbu Prue svatby Piper a Lea. Pomáhal Paige s jejími sociálními případy. Na konci 7. řady pod nátlakem ochránit svoji rodinu odjel ze země.

### Billie Jenkinsová

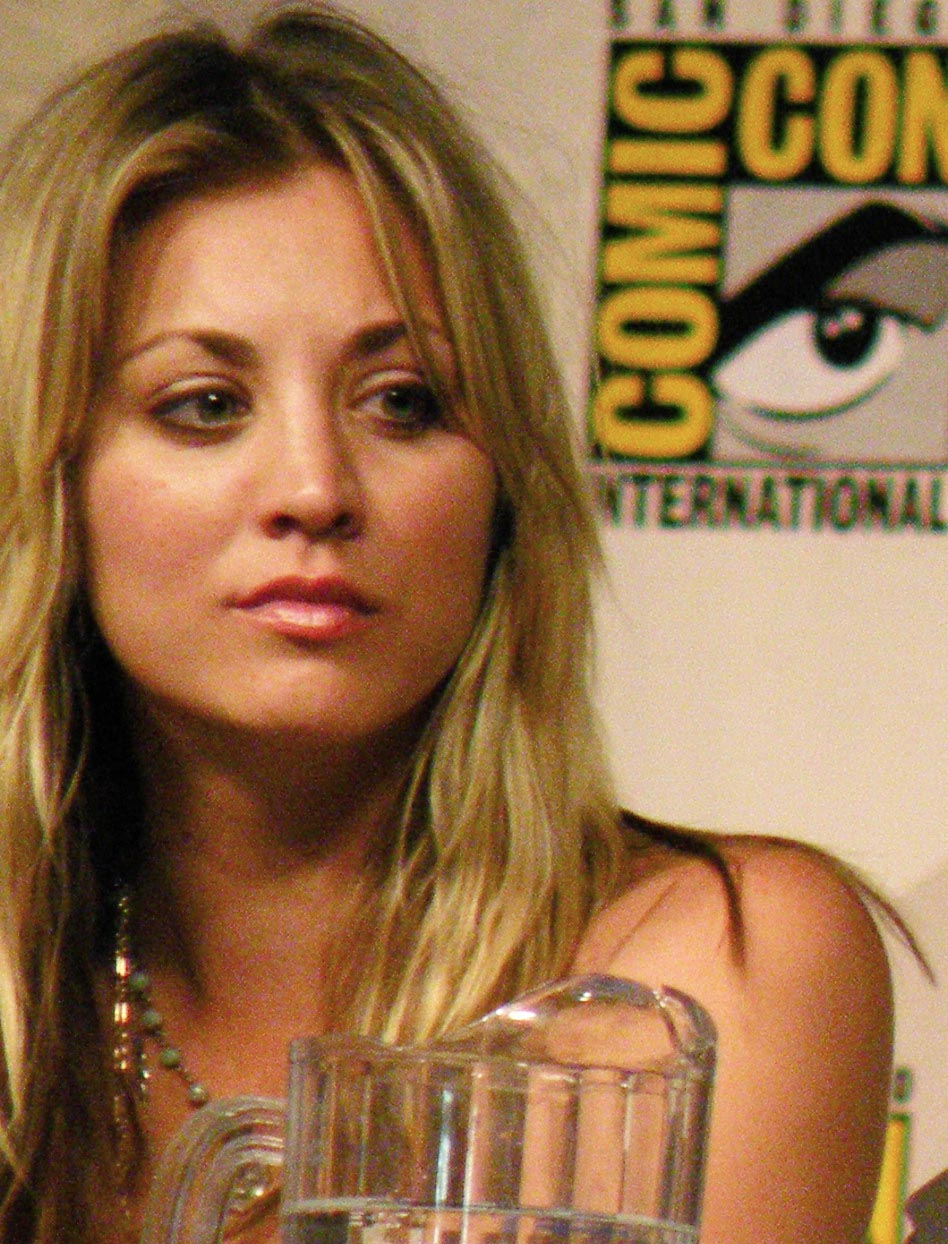
Herečka Kaley Cuoco

Billie Jenkinsová (ztvárnila Kaley Cuoco) je mladá čarodějka s magickými schopnostmi. Objevuje se na začátku závěrečné osmé řady. Nejdříve jednala sama, nosila paruku a oblečení superhrdinky, ale když ji sestry přijaly mezi sebe, musela paruku odložit a být normální. Moc ráda hledá a ničí démony, což sestry tak trochu otravuje, protože vyhledává potíže. Má sestru, kterou neviděla patnáct let a snaží se jí najít. Ví jen, že jí unesli démoni když byla malá, ale později ji pomocí sester najde. Její sestra Christy je ale vychovávaná démony (resp. Triádou), kteří jí namluví, že jsou sestry zlé. Později si to začne Billie taky myslet a bude chtít sestry zabít. Nakonec ale bude Billie na jejich straně a společně Triádu zničí. Nakonec bude jejich kamarádka.
Mezi její schopnosti patří telekineze, schopnost hýbat věcmi svou myslí, a projekce, schopnost udělat kohokoliv kýmkoliv nebo měnit věci a děj podle své mysli. Billie například v 11. díle proměnila své rodiče v zabijáky a to jen tak, že jim řekla, že jsou vražední zabijáci. Dále také ve 14. díle zlomila zlé kouzlo uvalené na sestry a tím je zachránila. Díky této schopnosti může také dělat astrální projekce (21. díl).

## Vedlejší postavy

### Elise Rothmanová
Elise Rothmanová (ztvárnila Rebecca Baldingová) je šéfka a nadřízená Phoebe, která vede The bay mirror, což jsou velmi úspěšné noviny, díky nimž je známá po celém městě. Nejdřív byla na Phoebe protivná a navzájem se nesnášely, ale později se z nich staly blízké přítelkyně. Elise nemá děti a ani není rodičovský typ. Je to ten typ člověka, který staví práci naprvní místo. Proto taky nechce, aby Phoebe hodila život za hlavu a oddala se novinám, jako ona. V osmé sérii se dozvídáme, že Elise začala chovat k Phoebe rodičovské city.

### Barbas
Barbas (ztvárnil Billy Drago) je jeden z nejsilnějších démonů podsvětí. Živí se strachem lidí. Probouzí v nich tu nejhorší noční můru a jejich největší strach. Dříve se na Zemi zhmotňoval jen za 1 300 let, ale později je tomu jinak. Dá se porazit jedině tak, že se zbavíte svého strachu a přemůžete ho. Se sestrami se v seriálu střetl celkem sedmkrát. 
Nejlépe ze všech si s ním poradila Prue v dílech 1x13 a 2x09 překonáním svého strachu a používáním své moci. Barbas ji nejvíc nesnášel, protože znal její matku a strašně mu ji připomínala.Později se to ještě podařilo Paige (5x07) když chtěla být jako Prue a Barbas ji pořád namlouval, že to tak nikdy nebude a že právě z toho má největší strach – z toho, že se nikdy nevyrovná milované Prue a že její sestry ji mají jen za nevlastní. V šesté sérii se objevuje na konci v díle Tribunál (6x19), kde se rozhoduje o životě nebo smrti Darryla Morrise, ale Barbas jako démon svolaný ze záhrobí Tribunálem na svědectví proti sestrám, jelikož je zná ze všech nejlépe celou situaci vezme do svých rukou a předvádí Tribunálu vzpomínky sester, kde využívaly svou moc k osobnímu prospěchu a dělá cokoliv, aby bylo ještě hůř. Jako obhájce sester stojí Gideon a i když se snaží co nejvíc zatrhnout mu slovo a přispět tak sestrám, tak stejně má Barbas navrch. Tribunál se nakonec rozhodne vzít Phoebe její schopnosti, protože to ona je nejvíc využívala k vlastnímu štěstí, jak až násilím vyvolávala vidiny pro svůj milostný život, řekl Barbas a byl opravdu šťastný, že se může vrátit na Zemi, jelikož uspěl. Ale nebude od něj klid. Gideon chystá svůj plán zabít děti Piper a Barbas mu s tím hodlá pomoct. Piper zrovna začíná rodit a celá rodina je šťastná, protože si všichni myslí, že zničili zlo, které jde po Wyattovi. Pravda je ale opakem. Přes magické zrcadlo vedoucí do zlého světa Gideon manipuluje se svým protějškem a se zlými sestrami. Barbas se s ním domlouvá a později oba unesou Wyata, což rozčílí Lea a chce ho najít. Nikdo z nich ale neví, že je ve hře bývalý démon strachu. Když je zabit dospělý Chris a unesen Wyatt je celá rodina v koncích a ještě aby toho nebylo málo, svět se úplně zbláznil a město ohrožuje zlo z druhého světa a Barbas nabírá síly. Po smrti Gideona nehodlá vyjít na světlo a uteče před sestrami. Leo ale o něm ví a chce ho zničit. 
Na začátku sedmé řady v díle Volání do zbraně (7x01) je Leo přímo posedlý Barbase najít. On s ním ale manipuluje a nenechá toho. Dosáhl až toho, že Leo zabil staršího a svolává démony podsvětí a chystá unést novorozeného Piper malého Chrise. Piper je ale s ním a díky jejím vypůjčeným schopnostem si s Barbasem lehce poradí, i když na ní poslal hordy démonů. Bohužel ho ale nezničí a Leo je skoro na dně z toho, co udělal. Nakonec ho sestry počtvrté a naposled zničí díky lektvaru, který připravila Paige. Při jeho zničení ale praví, že se vrátí, protože se strach vždycky vrací. V osmé sérii si o něm čte Billie a pomáhá si při studii čar a kouzel.

### Wyatt Halliwell
Wyatt Halliwell (ztvárnili Jason a Kristopher Simmonsovi) je dlouhoočekávané dítě čarodějky Piper a jejího manžela světlonoše Lea. Narodil se až dva roky po svatbě, protože díky zraněním způsobeným v bojích s démony Piper nemohla počít. Z cesty do budoucnosti Piper viděla, že bude mít dceru – jako každá Halliwellová v rodině – ale nakonec se překvapivě narodil chlapec.
Wyatt se jednou má stát nejmocnější bytostí dobra, a proto se ho snaží démoni zabít nebo alespoň převést na stranu zla. Jeho narození bylo předvídáno proroctvím o dvakrát požehnaném dítěti, jehož příchod předznamená den, kdy zmizí veškerá magie, která se znovu objeví až s jeho narozením. Schopnosti získal téměř po početí, léčil matčina zranění už když byl v děloze, stejně jako prohození schopností matky a otce, když vycítil ohrožení jejich vztahu.
Obrácení Wyatta ke zlu se již jednou podařilo – to byl důvod příchodu mladého světlonoše Chrise Perryho z budoucnosti, ovládané „zlým“ Wyaattem. Později se ukázalo, že Chris je ve skutečnosti chlapcův mladší, ještě nenarozený bratr. Chrisovo poslání se zdařilo, takže v budoucnosti se z Wyatta stal pokračovatel tradic rodu Halliwellů – ničitel démonů a navíc světlonoš.
Mezi jeho schopnosti patří: Force Field, Thought Projection, Orbing, Telekinetic Orbing , Healing, Pyrokinesis a Energy Waves a dále Invincibility, Telekinesis, Sensing, Healing, Omnilingualism, Holograms, Electrokinesis, Telepathic and empathic connection with charges, Combustive Orbing, Molecular Dispersion a Voice manipulation.

### Henry Mitchell
Henry Mitchell (ztvárnil Ivan Sergei) je nejmladším synem Paige Matthews a Henryho Mitchella. Má dvě starší sestry Tamoru a Kat. O jeho schopnostech se ví málo, údajně by měl mít veškeré schopnosti světlonošů a světelnou telekinezi (Telekinetic Orbing).
Mezi jeho schopnosti patří: přenášení, léčení, vycítění bližných/svěřenců, telekineze, empatie, změna podoby (přeměňování), nesmrtelnost (nemůže zemřít přirozenou smrtí), znovuoživení (po zničení), telepatie, přemnášení osob bez nutné asistence, manipulování se sny ostatních lidí, fotokineze (schopnost vytvářet světlo a manipulovat s ním) a termokineze (změna teploty).

### Christy Jenkinsová

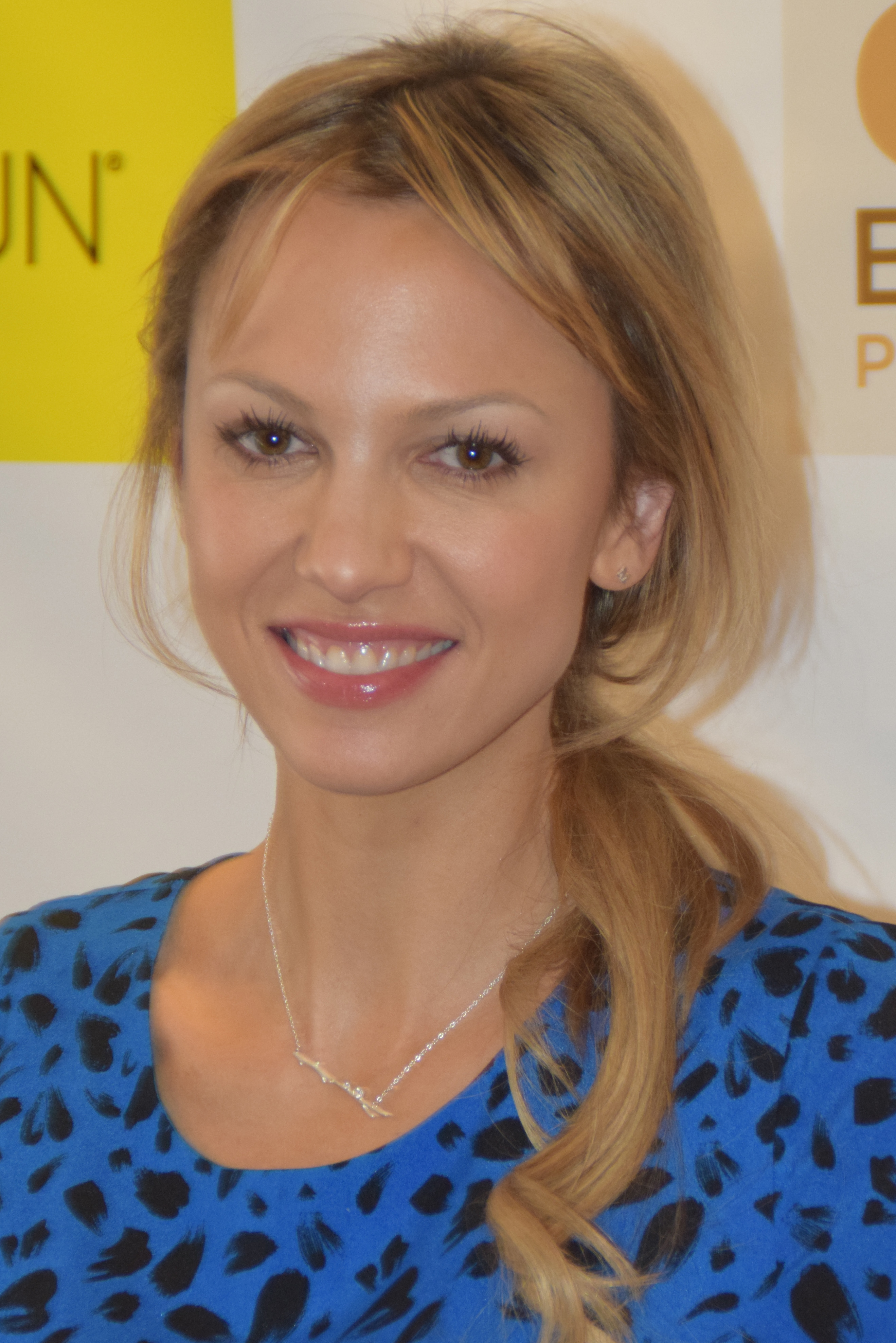
Herečka Marnette Patterson

Christy Jenkinsová (ztvárnila Marnette Patterson) je čarodějka, která byla jako malá unesena démony, protože je pro ně klíč k vrcholné moci. Po 15 letech ji Billie za pomocí sester vysvobodí. Ta se u nich na chvíli ubydlí, až do té chvíle, co se vzpamatuje. Obviňuje sestry z toho, že nedělají nic dobrého a že myslí jen na své osobní životy a na vlastní prospěch. Piper to přijde absurdní, protože ony už udělali dost dobra, za těch 7,5 let. Christy je však úplně mimo a nabádá svoji sestru k tomu, aby se odstěhovaly. Tak taky obě učiní, podrobí si magickou školu a se svým přítelem Dumainem chystají plán na oživení triády a zabití sester. Billie je však zásadně proti a je z celé té situace nesvá. Christy ji neustále přesvědčuje až tomu mladší sestra podlehne. Nejdříve chtějí zjistit slabosti čarodějek, proto je uspí a vstoupí do jejich snů. Po této akci je Billie ještě víc přesvědčená a chce je zastavit. Dumain unese Wyatta a obě sestry Jenkinsovi z něho pomocí propasti vysají sílu, jeho moc. Propast ale vyvolají i sestry Halliwellovy zároveň. Proto mají moc všichni a sejdou se ve svém vlastním domě. Při závěrečné bitvě Christy zahyne a proto se její mladší sestra vydá do minulosti aby změnila současnost. To se jí podaří, ale při druhé závěrečné bitvě nemá Billie jinou možnost, než Christy zničit. Ona podlehla absolutnímu zlu.
Umí pyrokinezi, pomocí myšlenek dokáže vytvořit oheň, založit požár apod., a telepatii, schopnost přenášet myšlenky do cizího mozku a kontaktovat jiné osoby.

## Ostatní postavy
- Anděl osudu
- Asmodeus
- Baliel
- Cronus
- Koroner
- Creo
- Carl
- Drake
- Dumain
- Valkýra Freyja
- Greg
- Isis
- Starší Jonas
- Jeremy
- Jo Bennett
- Julie
- Jenny Bennett
- Jana
- Kira
- Valkýra Kara
- Kheel
- Laygan
- Louis
- Leeza
- Miles
- Valkýra Mist
- Melinda Warren
- Oracle (věštkyně)
- Odin
- Rex Buckland
- Raynor
- Sam Wilder
- Seera
- Sophie
- Starší Sandra
- Sigmund
- Shax
- Tarkin
- Starší Urban
- Victor Bennett